# Julius Schmundt
Carl Friedrich Julius Schmundt (* 6. Oktober 1815 in Berlin; † 3. Januar 1894 in Guhrau, Regierungsbezirk Breslau) war ein deutscher Arzt.

## Leben
Schmundt war ein Sohn des Friedrich Schmundt, der Geburtsname seiner Mutter war Manecke. Bis 1834 besuchte er das Köllnische Gymnasium. Ab 1834 studierte er an der Friedrich-Wilhelms-Universität Berlin, wo er 1838 mit der Arbeit De dignoscendis ventriculi morbis promoviert wurde.
Er war als Militärarzt für verschiedene militärische Dienststellen tätig. 1846 wurde er als Escadron-Chirurg zum Stabsarzt befördert und als Bataillons-Arzt in mehreren Verwendungen eingesetzt. Eine Rede aus seiner Zeit als Bataillons-Arzt des 3. Landwehr-Bataillons Sorau des Brandenburgischen Landwehr-Infanterie-Regiments Nr. 12 in Mühlhausen am 22. März 1857 in der Loge Hermann zur deutschen Treue in Mühlhausen und die Nennung in der Zeitschrift Die Bauhütte lassen ihn der Freimaurerei zuordnen.
1860 wurde er, damals Bataillonsarzt im Infanterie-Regiment Nr. 27, zum Ober-Stabsarzt mit dem Rang eines Majors und zum Regiments-Arzt des Westpreußischen Kürassier-Regiments Nr. 5 befördert. In dieser Zeit wurde er auch als Chefarzt des 3. schweren Feldlazaretts des V. Armee-Korps und im Deutsch-Französischen Krieg von 1870 bis 1871 als Divisionsarzt verwendet.
Im August 1886 wurde er vom Ober-Stabsarzt 1. Klasse zum Generalarzt 2. Klasse z. D. befördert und am 14. August „unter Belassung seiner bisherigen Uniform mit Pension verabschiedet“. Zu dieser Zeit entsprach der Rang Generalarzt den Vergleichsrängen Oberst/Generalmajor.
1888 wurde er, zu dieser Zeit Generalarzt a. D. und praktizierender Arzt, mit dem Königlichen Kronen-Orden zweiter Klasse ausgezeichnet.
1870 kam sein Sohn Paul, ebenfalls Soldat, ums Leben. Zwei weitere Söhne aus der Ehe mit Hermine Vahl († 1880) waren ebenfalls Militärs, Alwin (1853–1940) wurde General-Leutnant und August (1855–1910) General-Major.

## Auszeichnungen
- Dienstauszeichnungskreuz nach 25-jähriger Dienstzeit[11]
- 1866: Roter Adlerorden vierter Klasse[18]
- 1867: Königlicher Kronen-Orden 3. Klasse[19]
- 1870: Eisernes Kreuz am weißen Bande zweiter Klasse[11]
- 1888: Königlicher Kronen-Orden 2. Klasse[20]